# منطقة ريفية (تقسيم إداري إيراني)
قسم ريفي أو منطقة ريفية أو منطقة قروية هو نوع من التقسيم الإداري لإيران ويتألف من عدة قرى. ففي إيران كل محافظة تتكون من عدة مقاطعات (بالفارسية: شهرستان)، والمقاطعة تنقسم إلى نواحي (بالفارسية: بخش). تتكون نواحي من عدة مناطق ريفية (بالفارسية: دهستان).
- قسم ريفي (بالفارسية: دهستان)
- قسم حومه الريفي (بالفارسية: دهستان حومه)
- ناحية (بالفارسية: بخش)

| الوحدة الإدارية           | المسئول الأول               | المؤسسة الحكومية المرتبطة    | المقر             |
| ------------------------- | --------------------------- | ---------------------------- | ----------------- |
| بلد                       | وزير الداخلية               | وزارة الداخلية               | عاصمة             |
| محافظة                    | المُحافِظ                     | المُحافَظيٌَة                    | مقر المحافظة      |
| مقاطعة أو المديرية        | قائممقام أو مدير المديرية   | قائممقامية (قائممقامية خاصة) | مقر المقاطعة      |
| ناحية ترجم أيضًا بلدة      | مدير المركز أو مُدِيْرُ الناحية | مجلس البلدة                  | مقر البلدة        |
| منطقة ريفية ترجم أيضًا قسم | أمين مجلس المنطقة الريفية   | مجلس المنطقة ريفية           | مقر المنطقة ريفية |
| مدينة                     | أمين البلدية                | بلدية                        | غير موجودة        |
| قرية                      | صاحب القرية                 | مجلس القرية                  | غير موجودة        |